# Železnodorožnaja Kazarma 347 km
Železnodorožnaja Kazarma 347 km (in russo Железнодорожная Казарма 347 км?) è un centro abitato del Territorio dell'Altaj, situato nell'Alejskij rajon.